# Chaetarthria ochra
Chaetarthria ochra är en skalbaggsart som beskrevs av Miller 1974. Chaetarthria ochra ingår i släktet Chaetarthria och familjen palpbaggar. Inga underarter finns listade i Catalogue of Life.